# Cerilo Casicas
Cerilo Casicas (ur. 18 marca 1967 w Duero) – filipiński duchowny katolicki, biskup Marbel od 2018.

## Życiorys

### Prezbiterat
Święcenia kapłańskie otrzymał 27 października 1994 i został inkardynowany do diecezji Marbel. Był m.in. kanclerzem biskupim, dziekanem studiów w diecezjalnym seminarium oraz dyrektorem seminarium w Cagayan de Oro.

### Episkopat
28 kwietnia 2018 papież Franciszek mianował go biskupem ordynariuszem diecezji Marbel. Sakry udzielił mu 11 lipca 2018 kardynał Orlando Quevedo.